# Guianonus ectophorus
Guianonus ectophorus är en mångfotingart som beskrevs av Chamberlin 1923. Guianonus ectophorus ingår i släktet Guianonus och familjen fingerdubbelfotingar. Inga underarter finns listade i Catalogue of Life.